# Vuelta a Marruecos
La Vuelta a Marruecos (oficialmente: طواف المغرب Tawaf Al Maghreb) es una carrera ciclista profesional que se disputa anualmente en Marruecos.
La primera edición se disputó en 1937 y fue ganada por el español Mariano Cañardo. La prueba no se ha celebrado en muchas ediciones pero desde 2006 se celebra ininterrumpidamente.
La prueba tiene su inicio y su final en la ciudad de Casablanca. Actualmente, consta de diez etapas y desde la creación de los Circuitos Continentales UCI en 2005 pertenece al circuito UCI Africa Tour en la categoría 2.2 (última categoría del profesionalismo), anteriormente era de categoría 2.5 (igualmente última categoría del profesionalismo).

## Palmarés
| Año       | Ganador                     | Segundo             | Tercero                |
| --------- | --------------------------- | ------------------- | ---------------------- |
| 1937      | Mariano Cañardo             | Antonio Prior       | Nello Troggi           |
| 1938      | Mariano Cañardo             | Louis Aimar         | Ahmed Djelalhli        |
| 1939      | Oreste Bernardoni           | François Adam       | Julián Berrendero      |
| 1940-1948 | No se disputó               | No se disputó       | No se disputó          |
| 1949      | André Brulé                 | Pierre Brambilla    | Albert Dolhats         |
| 1950      | Olimpio Bizzi               | Adolphe Deledda     | Roger Pontet           |
| 1951      | Attilio Redolfi             | Gino Sciardis       | Kléber Piot            |
| 1952      | Franco Giacchero            | Marcel Huber        | Maurice Blomme         |
| 1953      | Hilaire Couvreur            | Ugo Anzile          | Lucien Teisseire       |
| 1954      | Marcel Huber                | Siro Bianchi        | Louis Caput            |
| 1955      | Jan Adriaensens             | François Mahé       | Georges Meunier        |
| 1956      | No se disputó               | No se disputó       | No se disputó          |
| 1957      | Francis Anastasi            | Carmelo Morales     | Armand Di Caro         |
| 1958      | No se disputó               | No se disputó       | No se disputó          |
| 1959      | André Bar                   | Stéphane Lach       | Mohamed El Gourch      |
| 1960      | Mohamed El Gourch           | Robert Aubry        | Pierre Tymen           |
| 1961-1963 | No se disputó               | No se disputó       | No se disputó          |
| 1964      | Mohamed El Gourch           | Joseph Timmermann   | Antonio Tous           |
| 1965      | Mohamed El Gourch           | Abderahmane Farak   | Pierre Campagnaro      |
| 1966      | No se disputó               | No se disputó       | No se disputó          |
| 1967      | Gösta Pettersson            | Mohamed El Gourch   | Erik Pettersson        |
| 1968      | Curd Söderlund              | Gabriel Moiceanu    | Mohamed El Gourch      |
| 1969      | Abderahmane Farak           | Walter Bürki        | Mohamed El Gourch      |
| 1970      | No se disputó               | No se disputó       | No se disputó          |
| 1971      | Claude Magni                | Zbigniew Gorski     | Zdristan Budek         |
| 1972      | Valeri Likatchev            | Fedor den Hertog    | Anatoli Starkov        |
| 1973      | No se disputó               | No se disputó       | No se disputó          |
| 1974      | Andres Jacobson             | Alexandre Yudin     | Alexandre Gussiatnikov |
| 1975      | No se disputó               | No se disputó       | No se disputó          |
| 1976      | Viktor Panchenkov           | Aavo Pikkuus        | Vikenti Basko          |
| 1977-1980 | No se disputó               | No se disputó       | No se disputó          |
| 1981      | Ladislav Ferebauer          | Mustafa Nejari      | Jiri Skoda             |
| 1982      | No se disputó               | No se disputó       | No se disputó          |
| 1983      | Andreas Petermann           | Falk Boden          | Mustafa Nejari         |
| 1984      | No se disputó               | No se disputó       | No se disputó          |
| 1985      | Marat Ganeev                | Poloni              | Komisaruk              |
| 1986      | No se disputó               | No se disputó       | No se disputó          |
| 1987      | Arturas Kasputis            | Vassili Schpundov   | Ivan Romanov           |
| 1988-1992 | No se disputó               | No se disputó       | No se disputó          |
| 1993      | Régis Simon                 | Youri Sourkov       | Pankov                 |
| 1994-2000 | No se disputó               | No se disputó       | No se disputó          |
| 2001      | Nathan Dahlberg             | Fortunato Baliani   | Marcin Lewandowski     |
| 2002-2003 | No se disputó               | No se disputó       | No se disputó          |
| 2004      | Jeremy Maartens             | Marcin Sapa         | Ilya Krestyaninov      |
| 2005      | No se disputó               | No se disputó       | No se disputó          |
| 2006      | Jan Sipeky                  | Alexeï Bauer        | Vassili Katuntsev      |
| 2007      | Nicholas White              | Neil McDonald       | Waylon Woolcoock       |
| 2008      | Alekséi Shchebelin          | Sławomir Kohut      | Ian McLeod             |
| 2009      | Alexandr Dymovskikh         | Bartłomiej Matysiak | Ioannis Tamouridis     |
| 2010      | Dean Podgornik              | Valeri Kobzarenko   | Radoslav Rogina        |
| 2011      | Mouhssine Lahsaini          | Daryl Impey         | Johann Rabie           |
| 2012      | Reinardt Janse van Rensburg | Adil Jelloul        | Ivaïlo Gabrovski       |
| 2013      | Mathieu Perget              | Maroš Kováč         | Andrey Mizourov        |
| 2014      | Julien Loubet               | Mouhssine Lahsaini  | Alessandro Mazzi       |
| 2015      | Tomasz Marczynski           | Vladimir Gusev      | Anass Aït El Abdia     |
| 2016      | Stefan Schumacher           | Patrik Tybor        | Alessandro Malaguti    |
| 2017      | Anass Aït El Abdia          | Chris Jones         | Axel Journiaux         |
| 2018      | David Rivière               | Alexey Vermeulen    | Nikodemus Holler       |
| 2019      | Laurent Évrard              | Edmund Bradbury     | Louis Pijourlet        |
| 2020-2023 | Cancelada                   | Cancelada           | Cancelada              |
| 2024      | Axel Narbonne Zuccarelli    | Jonathan Couanon    | Natnael Berhane        |

## Palmarés por países
| País            | Victorias |
| --------------- | --------- |
| Francia         | 10        |
| Unión Soviética | 5         |
| Marruecos       | 5         |
| Bélgica         | 4         |
| Sudáfrica       | 3         |
| España          | 2         |
| Italia          | 2         |
| Suecia          | 2         |
| Alemania        | 2         |
| República Checa | 1         |
| Suiza           | 1         |
| Australia       | 1         |
| Eslovaquia      | 1         |
| Rusia           | 1         |
| Eslovenia       | 1         |
| Polonia         | 1         |